# Bergtaggstjärt
Bergtaggstjärt (Cranioleuca antisiensis) är en fågel i familjen ugnfåglar inom ordningen tättingar.

## Utseende och läte
Bergtaggstjärten är en vacker taggstjärt. Fjäderdräkten är gråbrun med vitt ögonbrynsstreck och bjärt kastanjebrunt på hjässan, i vingarna och på stjärten. Fåglar i norra delen av utbredningsområdet är något mindre och brunare, med något mindre vitt på strupen. Sången består av några få vassa gnissliga toner följt av en fallande drill.

## Utbredning och systematik
Bergtaggstjärt delas numera oftast in i fem underarter med följande utbredning:
- antisiensis-gruppen
  - Cranioleuca antisiensis antisiensis – förekommer i Anderna i sydvästra Ecuador (Azuay, El Oro och Loja)
  - Cranioleuca antisiensis palamblae – förekommer i Anderna i nordvästra Peru (södra till norra Cajamarca och Lambayeque)
- baroni-gruppen
  - Cranioleuca antisiensis baroni – förekommer i Anderna i Peru (Amazonas och Cajamarca)
  - Cranioleuca antisiensis capitalis – förekommer i Anderna i Peru (Huánuco)
  - Cranioleuca antisiensis zaratensis – förekommer i Anderna i södra Peru (Pasco och Lima)

## Levnadssätt
Bergtaggstjärten förekommer som namnet avslöjar i bergstrakter, i både skog och buskmarker. Den ses i par i alla skikt i vegetationen och är ofta rätt ljudlig.

## Status
Arten har ett stort utbredningsområde och beståndet anses vara stabilt. Internationella naturvårdsunionen IUCN listar den därför som livskraftig (LC).